# Tserkvas de madeira da região dos Cárpatos na Polônia e Ucrânia
As Tserkvas de madeira da região dos Cárpatos na Polônia e Ucrânia são um grupo de igrejas de madeira católicas/ortodoxas na Polônia e Ucrânia, inscritas como Patrimônio Mundial da UNESCO em 2013.
Tserkvas são igrejas ortodoxas que possuem uma arquitetura distinta, com estilo bastante reconhecido.

## UNESCO
Foram inscritas como Patrimônio Mundial por: "representarem a expressão cultural de quatro grupos etnográficos e as características formais, decorativas e técnicas que foram desenvolvidas".

## Tserkvas Inscritas
| Polônia - Tserkva de São Miguel Arcanjo, Brunary - Tserkva do Nascimento da Virgem Maria, Chotyniec - Tserkva de São Paraskevia, Kwiatoń - Tserkva dos Cuidados da Virgem Marua, Owczary - Tserkva de São Tiago Menor, Powroźnik - Tserkva de São Paraskevia, Radruż - Tserkva de São Miguel Arcanjo, Smolnik - Tserkva de São Miguel Arcanjo, Turzańsk | Ucrânia - Igreja da Descida do Espírito Santo, Potelych - Igreja da Santa Trindade, Zhovkva - Igreja de São Jorge, Drohobych - Igreja de São Dimitri, Matkiv - Igreja do Espírito Santo, Rohatyn - Igreja da Natividade de B.V.M., Nyzhniy Verbizh - Igreja de São Miguel Arcanjo, Uzhok - Igreja da Ascensão do Nosso Senhor, Yasynia |